# 鼡野町
鼡野町（ねずみのちょう）は静岡県浜松市中央区の町名。丁番を持たない単独町名である。住居表示未実施。鼠野町と表記されることもある。

## 地理
浜松市中央区の東部、芳川地区の南部に位置する。東で御給町及び下江町、西・北で大柳町、南で西島町と接する。

### 河川
- 芳川

### 学区
小学校・中学校の学区は以下の通りである。
- 浜松市立芳川小学校
- 浜松市立東陽中学校

## 歴史

### 町名の由来
1573年、四本松村に居住していた古山八郎右衛門がむらを興した。その仲間たちは大きな枝を広げていた大木の根元に住んでいたので根住（ねずみ）の名が生まれ、鼡に転じたなど諸説ある。

### 沿革
- 1889年（明治22年）4月1日 - 町村制の施行により、長上郡鼠野村が周辺の村と合併して長上郡芳川村となる[WEB 8]。旧村名は芳川村の大字として残る[書籍 2]。
- 1896年（明治29年）4月1日 - 郡制の施行により、芳川村の所属郡が浜名郡に変更となる。
- 1954年（昭和29年）7月1日 – 芳川村が浜松市に編入される。
- 1955年（昭和30年） - 大字鼡野から鼡野町へ住所表記を変更する[WEB 9]。
- 2007年（平成19年）4月1日 - 浜松市が政令指定都市となる。鼡野町は南区の一部となる。
- 2024年（令和6年）1月1日 - 浜松市の行政区再編により、鼡野町は中央区の一部となる。

## 施設
- 医療法人社団山川会 法人本部
- しるく印刷社 本社
- アライブテック 工場

## 交通

### 道路
- 静岡県道316号舞阪竜洋線（掛舞線）[書籍 3]
- 浜松市道大柳河輪線（雁追山通り）[WEB 10][WEB 11]

## その他

### 警察
警察の管轄区域は以下の通りである。
| 番・番地等 | 警察署       | 交番・駐在所 |
| ---------- | ------------ | ------------ |
| 全域       | 浜松東警察署 | 富屋町交番   |

### 消防
消防の管轄区域は以下の通りである。
| 番・番地等 | 消防署   | 本署/出張所 |
| ---------- | -------- | ----------- |
| 全域       | 南消防署 | 芳川出張所  |

### 書籍
1. ↑  『わが町文化誌 水と光と緑のデルタ』浜松市南陽公民館、1991年10月22日、27頁。
2. ↑  『浜松市史 三』浜松市役所、1980年3月26日、176頁。
3. ↑  『わが町文化誌 水と光と緑のデルタ』浜松市南陽公民館、1991年10月22日、67,68頁。

### WEB
1. ↑  “h02_22.csv”.   総務省 (2022年2月10日). 2024年7月31日閲覧。
2. ↑  “chuouku_menseki.xlsx”.   浜松市 (2024年3月12日). 2024年7月31日閲覧。
3. ↑  “静岡県 浜松市中央区 鼡野町の郵便番号 - 日本郵便”.   日本郵便. 2025年2月15日閲覧。
4. ↑  “市外局番の一覧”.   総務省 (2022年3月1日). 2024年7月31日閲覧。
5. ↑  “事業所案内及び管轄地域（事務所3件、分室3件）”.   一般社団法人静岡県自動車会議所. 2024年7月31日閲覧。
6. ↑  “住居表示実施状況／浜松市”.   浜松市 (2024年1月4日). 2024年7月31日閲覧。
7. ↑  “学校名から探す／浜松市”.   浜松市 (2024年1月1日). 2024年7月31日閲覧。
8. ↑  “historyofcities.pdf”.   静岡県総務部合併推進室・財団法人静岡県市町村振興協会. 2024年9月24日閲覧。
9. ↑  “解説ページ”.   株式会社エア. 2024年10月8日閲覧。
10. ↑  “07aisyouhyoushiki-hyoushiki3.pdf”.   浜松市南陽協働センター (2024年7月5日). 2024年8月5日閲覧。
11. ↑  “08aisyouhyoushiki-itizu.pdf”.   浜松市南陽協働センター (2024年7月5日). 2024年8月5日閲覧。
12. ↑  “富屋町交番｜静岡県警察”.   静岡県警察 (2024年1月1日). 2024年7月31日閲覧。
13. ↑  “消防署の町別管轄「ね」／浜松市”.   浜松市 (2024年3月21日). 2024年7月31日閲覧。